# Oakfield (town, New York)
Pour les articles homonymes, voir Oakfield.
Ne doit pas être confondu avec Oakfield (village, New York).
Oakfield est une ville située dans le comté de Genesee, dans l'État de New York, aux États-Unis,. En 2010, elle comptait une population de 3 250 habitants.

## Démographie
Lors du recensement de 2010, la ville comptait une population de 3 250 habitants. Elle est estimée, en 2016, à 3 134 habitants.